# Marc Bulger
Marc Robert Bulger (Pittsburgh, 5 aprile 1977) è un ex giocatore di football americano statunitense che ha giocato nel ruolo di quarterback nella National Football League (NFL). Fu scelto nel corso del sesto giro (168º assoluto) del Draft NFL 2000 dai New Orleans Saints. Al college giocò a football alla West Virginia University.

## Carriera professionistica

### New Orleans Saints
Bulger fu originariamente scelto dai New Orleans Saints nel sesto giro del Draft 2000, dove trascorse il training camp prima di venire svincolato.

### Atlanta Falcons
Bulger trascorse due settimane nella squadra di allenamento degli Atlanta Falcons durante la stagione 2000.

### St. Louis Rams
Dopo aver firmato con la squadra di allenamento dei St. Louis Rams nel finale della stagione 2000, Bulger rifirmò coi Rams il 12 gennaio 2001. Quell'anno fu il terzo quarterback nelle gerarchie della squadra e non scese mai in campo, né durante le stagione regolare né durante le tre gare di playoff della squadra, che arrivò fino al Super Bowl XXXVI perso contro i New England Patriots.

#### Stagione 2002
Nel 2002, dopo che i Rams avevano perso tutte le prime cinque partite, Bulger subentrò al posto dell'infortunato Jamie Martin, che a sua volta stava sostituendo l'infortunata stella della squadra Kurt Warner, vincendo tutte le 6 gare in cui scese in campo. A causa di un infortunio subito contro i Seattle Seahawks però, Bulger dovette uscire presto dal campo e la stagione terminò con un bilancio di 7-9 per i Rams.

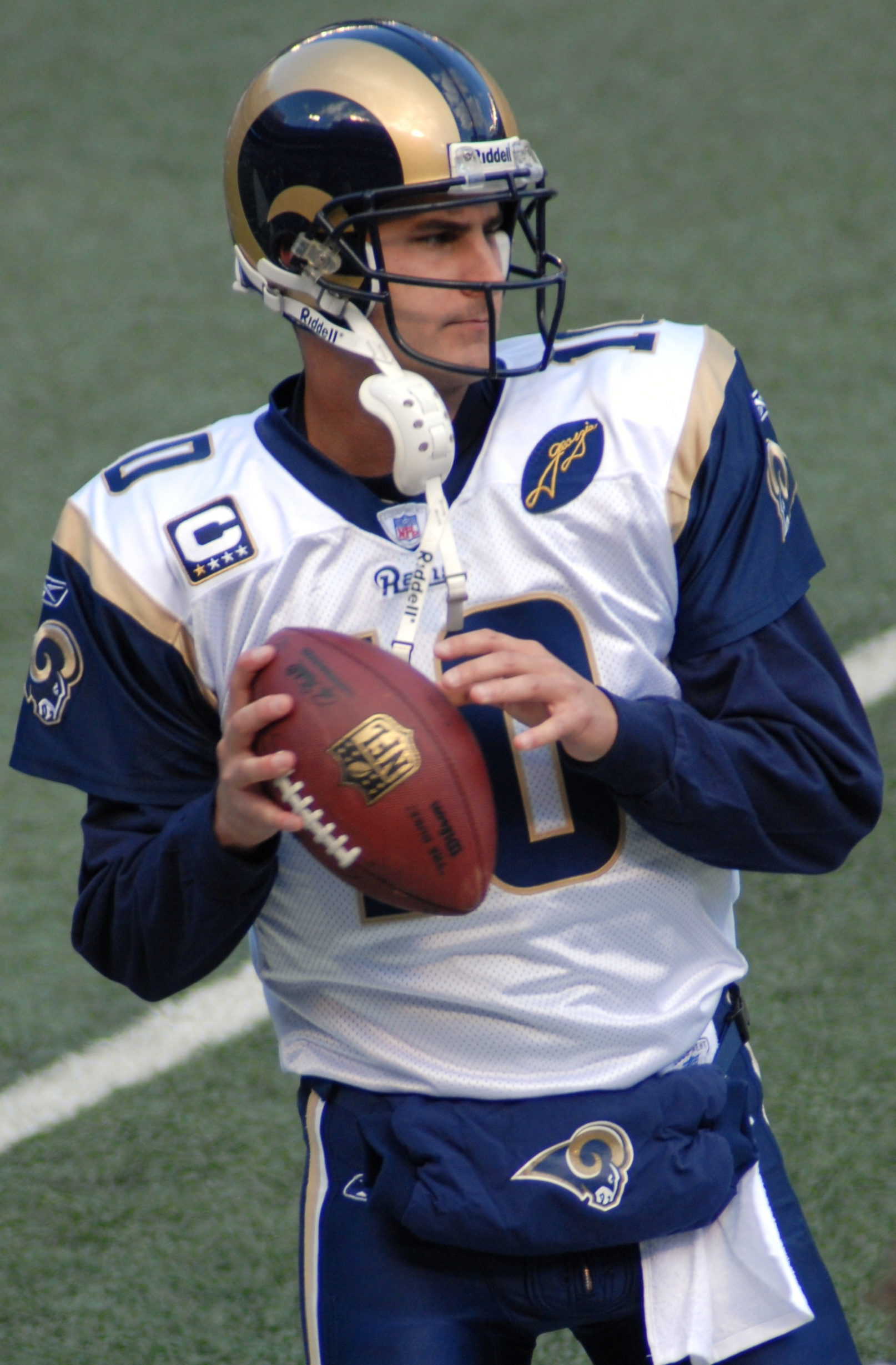
Bulger con la maglia dei Rams nel 2008.

#### Stagione 2003
Nel 2003, Bulger contribuì a far terminare la stagione regolare dei Rams con un record 12-4, vincendo la division; i Rams persero contro i Carolina Panthers nel secondo turno dei playoff, dopo aver avuto la possibilità di saltare il primo turno.

#### Stagione 2004
Nel giugno 2004, Warner fu svincolato e Bulger fu nominato quarterback titolare dei Rams. La squadra gli fece firmare un contratto quadriennale del valore di 19,1 milioni di dollari. Marc fu convocato per il suo primo Pro Bowl di cui venne nominato il miglior giocatore.

#### Stagione 2005
Il 17 ottobre 2005, contro gli Indianapolis Colts, Bulger si infortunò alla spalla destra. Dopo aver saltato due partite, fece ritorno in campo il 20 novembre contro gli Arizona Cardinals dove però tornò a infortunarsi. Fu inserito in lista infortunati il 25 dicembre e terminò la sua stagione con 14 touchdown, 9 intercetti e un 94,2 di passer rating.

#### Stagione 2006
Il 10 settembre 2006, in una gara contro i Denver Broncos, Bulger raggiunse i mille passaggi completati in carriera più rapidamente di qualsiasi altro quarterback della storia. Bulger vi riuscì in 45 gare, l'ex quarterback dei Rams Kurt Warner in 48. Drew Bledsoe e Peyton Manning vi impiegarono 48 gare e Dan Marino 49. A fine anno fu convocato per il secondo Pro Bowl della carriera dopo aver terminato coi primati personali di 4.301 yard passate e 24 passaggi da touchdown.

#### Stagione 2007
Il 28 luglio 2007, Bulger firmò un contratto di sei anni per un valore di 62,5 milioni di dollari coi Rams, rendendolo il giocatore più pagato della storia della franchigia e uno dei sei quarterback più pagati della lega. Nella stagione 2007 fu tormentato dagli infortuni, così come lo fu l'intera squadra, in particolare quelli alla linea offensiva gli fecero lanciare più intercetti che touchdown per la prima volta in carriera. Fu considerato una delle più grandi delusioni della stagione e i Rams scivolarono a un record di 3-13.

#### Stagione 2008
Il 23 settembre 2008, dopo aver perso tutte le prime tre gare della stagione, Bulger fu sostituito come titolare da Trent Green. Tuttavia, sette giorni dopo, il nuovo allenatore Jim Haslett nominò nuovamente Bulger titolare per tutto il resto della stagione.

#### Stagione 2009
Il 9 novembre 2008 contro i New York Jets, Haslett sostituì Bulger con Green dopo che i Rams avevano terminato il primo tempo in svantaggio per 40-0, complici quattro palloni persi dalla squadra. Una settimana dopo tornò ad  essere nominato quarterback titolare e le sue prestazioni migliorarono leggermente col passare dell'anno, che tuttavia complessivamente fu negativo, avendo passato ancora più intercetti che touchdown. Il 26 dicembre fu inserito in lista infortunati, concludendo la sua stagione.
Bulger chiese ed ottenne di essere svincolato dai Rams il 5 aprile 2010, giorno del suo 33º compleanno.

### Baltimore Ravens
Il 23 giugno 2010, Bulger firmò un contratto annuale coi Baltimore Ravens del valore di 3,8 milioni di dollari. Trascorse l'intera stagione come riserva di Joe Flacco senza mai scendere in campo. Il 2 agosto 2011 annunciò il proprio ritiro.

## Vittorie e premi

### Franchigia
- National Football Conference Championship: 1

St. Louis Rams: 2001

### Individuale
- Convocazioni al Pro Bowl: 2

2003, 2006
- MVP del Pro Bowl: 1

2003

## Statistiche
| Anno   | Squadra   | P-T   | Passaggi Comp.-Ten. | Yard   | %.   | TD  | Int. | Max | Sack-YP   | Passer Rating |
| ------ | --------- | ----- | ------------------- | ------ | ---- | --- | ---- | --- | --------- | ------------- |
| 2001   | St. Louis | 0-0   |                     |        |      |     |      |     |           |               |
| 2002   | St. Louis | 7-7   | 138-214             | 1,826  | 64.5 | 14  | 6    | 58  | 12-102    | 101.5         |
| 2003   | St. Louis | 15-15 | 336-532             | 3,845  | 63.2 | 22  | 22   | 45  | 37-288    | 81.4          |
| 2004   | St. Louis | 14-14 | 321-485             | 3,964  | 66.2 | 21  | 14   | 77t | 41-302    | 93.7          |
| 2005   | St. Louis | 8-8   | 192-287             | 2,297  | 66.9 | 14  | 9    | 67t | 26-188    | 94.4          |
| 2006   | St. Louis | 16-16 | 370-558             | 4,301  | 62.9 | 24  | 8    | 87t | 49-366    | 92.9          |
| 2007   | St. Louis | 12-12 | 221-378             | 2,392  | 58.5 | 11  | 15   | 68  | 37-269    | 70.3          |
| 2008   | St. Louis | 15-15 | 251-440             | 2,720  | 57.0 | 11  | 13   | 80t | 38-263    | 71.4          |
| 2009   | St. Louis | 9-8   | 140-247             | 1,469  | 56.7 | 5   | 6    | 50  | 14-85     | 70.7          |
| 2010   | Baltimore | 0-0   | 0-0                 | 0      | 0.0  | 0   | 0    | 0   | 0-0       | 0.0           |
| Totals |           | 96-95 | 1,969-3,171         | 22,814 | 62.1 | 122 | 93   | 87t | 254-1,863 | 84.4          |